# Haplochromis petronius
Haplochromis petronius és una espècie de peix de la família dels cíclids i de l'ordre dels perciformes present al llac George (Uganda).
Els mascles poden assolir els 8,8 cm de longitud total.